# Trofeul Carpați (handbal feminin) - Ediția a 17-a
Competiția din 1977 reprezintă a 17-a ediție a Trofeului Carpați la handbal feminin pentru senioare, turneu amical organizat anual de Federația Română de Handbal începând din 1959. Ediția din 1977, la care au luat parte șase echipe, a fost găzduită de Sala Sporturilor din orașul Bacău și s-a desfășurat între 1-6 noiembrie 1977. Câștigătoarea turneului din 1977 a fost selecționata Iugoslaviei.
Competiția s-a desfășurat în sistemul fiecare cu fiecare.

## Echipe participante

### România
România a fost reprezentată de două selecționate naționale.

#### Selecționata principală
Selecționata principală a României a fost pregătită de antrenorii Valeriu Gogâltan și Traian Bucovală.
| Viorica Ionică     | Portar              | 20 iunie 1955     | Hidrotehnica Constanța  |         |         |         |
| Lidia Stan         | Portar              |                   | Știința Bacău           |         |         |         |
| Rozália Soós       | Pivot               | 1 februarie 1947  | Mureșul Târgu Mureș     |         |         |         |
| Mariana Iacob      |                     |                   | Constructorul Baia Mare |         |         |         |
| Magdolna Miklós    | Intermediar stânga  | 4 iulie 1948      | Voința Odorhei          |         |         |         |
| Maria Bosi         | Extremă dreapta     | 26 aprilie 1954   | Constructorul Baia Mare |         |         |         |
| Magda Peres        |                     |                   |                         |         |         |         |
| Viorica Cojocărița | Intermediar stânga  | 1 august 1953     | Constructorul Timișoara |         |         |         |
| Iuliana Hobincu    | Extremă stânga      | 29 mai 1954       | Hidrotehnica Constanța  |         |         |         |
| Georgeta Lăcustă   | Intermediar stânga  | 14 februarie 1955 | Hidrotehnica Constanța  |         |         |         |
| Niculina Iordache  | Intermediar dreapta | 28 octombrie 1952 | Constructorul Baia Mare |         |         |         |
| Rodica Grigoraș    |                     |                   | Confecția București     |         |         |         |
| Banca tehnică      |                     |                   |                         |         |         |         |
| Valeriu Gogâltan   | Antrenor principal  | România           | România                 | România | România | România |
| Traian Bucovală    | Antrenor secund     | România           | România                 | România | România | România |

#### Selecționata de tineret
Selecționata pentru tineret a României a fost pregătită de antrenorii Francisc Spier și Grigore Niță.
| Oltea Jalbă         | Portar             | (17 ani)         | CS Mureșul Târgu Mureș    |         |         |         |
| Angela Ciobotă      | Portar             | (19 ani)         | CS Mureșul Târgu Mureș    |         |         |         |
| Cristina Lada-Rouă  | Portar             | (19 ani)         | Știința Cluj              |         |         |         |
| Ghiorghița Mălai    | Centru             | (18 ani)         | CS Rapid București        |         |         |         |
| Maria Török         | Extremă / Pivot    | 25 ianuarie 1959 | CSȘ Oltul Sfântu Gheorghe |         |         |         |
| Ana Maria Răducu    | Inter dreapta      | (19 ani)         | CS Rapid București        |         |         |         |
| Angela Avădanei     | Inter stânga       | (18 ani)         | Universitatea Iași        |         |         |         |
| Heidrun Janesch     | Extremă stânga     | (18 ani)         | CS Rulmentul Brașov       |         |         |         |
| Hedda Rhein         | Extremă            | (19 ani)         | CS Rulmentul Brașov       |         |         |         |
| Aurelia Ignat       | Pivot              | (16 ani)         | ȘSE Nr.2 București        |         |         |         |
| Éva Gál-Mózsi       | Inter              | (16 ani)         | Liceul Bolyai Târgu Mureș |         |         |         |
| Zoranca Ștefanovici | Extremă stânga     | (18 ani)         | Liceul Nr.4 Timișoara     |         |         |         |
| Maria Spiridon      | Inter dreapta      | (18 ani)         | Liceul Nr.2 Iași          |         |         |         |
| Rodica Covaliuc     | Centru             | (18 ani)         | Liceul Nr.2 Iași          |         |         |         |
| Rodica Ardeleanu    | Inter dreapta      | (17 ani)         | ȘSE Hunedoara             |         |         |         |
| Cristina Weber      | Inter stânga       | (18 ani)         | CS Rapid București        |         |         |         |
| Zita Fejér          |                    |                  |                           |         |         |         |
| Banca tehnică       |                    |                  |                           |         |         |         |
| Francisc Spier      | Antrenor principal | România          | România                   | România | România | România |
| Grigore Niță        | Antrenor secund    | România          | România                   | România | România | România |

### Bulgaria
Bulgaria a fost reprezentată de selecționata națională.

### Iugoslavia
Iugoslavia a fost reprezentată de selecționata națională.
| Vesna Radović           | Portar   | 7 septembrie 1954  |                       |            |            |            |
| Milenka Sladić          |          | 26 aprilie 1952    | ŽRK Radnički Beograd  |            |            |            |
| Ljubica Bukurov         |          |                    | ŽRK Radnički Beograd  |            |            |            |
| Katica Ileš (căpitan)   | Pivot    | 30 martie 1946     | ŽRK Osijek            |            |            |            |
| Evelina Galo            |          |                    | ŽRK Rudar Labin       |            |            |            |
| Svetlana Kitić          | Centru   | 7 iunie 1960       | O ŽRK Jedinstvo Tuzla |            |            |            |
| Zdenka Leutar           |          |                    |                       |            |            |            |
| Renée Lepoglavec Gajski |          |                    |                       |            |            |            |
| Željka Maras            |          |                    |                       |            |            |            |
| Mirjana Ognjenović      |          | 17 septembrie 1953 | ŽRK Trešnjevka        |            |            |            |
| Nadežda Stanojević      |          | 28 decembrie 1946  |                       |            |            |            |
| Zorica Vojinović        |          | 27 iunie 1958      |                       |            |            |            |
| Spomenka Vukajlović     |          |                    |                       |            |            |            |
| Banca tehnică           |          |                    |                       |            |            |            |
| Vinko Kandija           | Antrenor | Iugoslavia         | Iugoslavia            | Iugoslavia | Iugoslavia | Iugoslavia |

### Norvegia
Norvegia a fost reprezentată de selecționata națională.
| Liv Bjørk               | Portar   |                  |               |          |          |          |
| Guri Jørum              | Portar   |                  |               |          |          |          |
| Anne Aanestad Winter    |          |                  |               |          |          |          |
| Kari Aagaard            |          |                  |               |          |          |          |
| Bjørg Andersen          |          | 15 iunie 1942    |               |          |          |          |
| Vivian Andersson        |          |                  |               |          |          |          |
| Marit Breivik           |          | 10 aprilie 1955  | Skogn IL      |          |          |          |
| Randi Elisabeth Dyrdal  |          |                  |               |          |          |          |
| Tove Guntvedt           |          |                  |               |          |          |          |
| Astri Knudsen Bech      |          | (27 de ani)      |               |          |          |          |
| Vivian Andersson        |          |                  |               |          |          |          |
| Tove Liberg Sannes      |          | 4 noiembrie 1955 | Strindheim IL |          |          |          |
| Turid Sannes            |          | 19 iunie 1947    |               |          |          |          |
| Susanne Faye Smedsgaard |          |                  |               |          |          |          |
| Ingunn Strøm            |          | (18 ani)         |               |          |          |          |
| Elisabeth Jevanord      |          |                  |               |          |          |          |
| Anne Eriksen            |          |                  |               |          |          |          |
| Banca tehnică           |          |                  |               |          |          |          |
| Frode Kyvåg             | Antrenor | Norvegia         | Norvegia      | Norvegia | Norvegia | Norvegia |

### Uniunea Sovietică
Uniunea Sovietică a fost reprezentată de selecționata națională.

## Arbitri
Pentru conducerea partidelor au fost selectați nouă arbitri internaționali.
| Arbitri | Arbitri           |
| ------- | ----------------- |
| România | Vladimir Cojocaru |
| România | Traian Ene        |
| România | Vasile Erhan      |
| România | Gheorghe Lungu    |
| România | Dorin Purică      |
| RDG     | ? Bansen          |
| RDG     | Manfred Hübner    |
| Ungaria | László Kiss       |
| Ungaria | Imre Papp         |

## Partide
| 1 noiembrie 1977 16:30 | România      | 21 – 12 | România-tineret | Sala Sporturilor, Bacău Arbitri: Kiss, Papp |
| 1 noiembrie 1977 16:30 | Bosi, Soós 6 | (11–9)  | Avădanei 8      | Sala Sporturilor, Bacău Arbitri: Kiss, Papp |
| 1 noiembrie 1977 16:30 |              |         |                 | Sala Sporturilor, Bacău Arbitri: Kiss, Papp |

| 1 noiembrie 1977 17:45 | Uniunea Sovietică | 12 – 12 | Norvegia | Sala Sporturilor, Bacău Arbitri: Erhan, Ene |
| 1 noiembrie 1977 17:45 | Česaitytė 5       | (9–7)   | Liberg 5 | Sala Sporturilor, Bacău Arbitri: Erhan, Ene |
| 1 noiembrie 1977 17:45 |                   |         |          | Sala Sporturilor, Bacău Arbitri: Erhan, Ene |

| 1 noiembrie 1977 19:00 | Iugoslavia | 23 – 15 | Bulgaria | Sala Sporturilor, Bacău Arbitri: Cojocaru, Purică |
| 1 noiembrie 1977 19:00 | Kitić 9    | (8–6)   | Peșeva 5 | Sala Sporturilor, Bacău Arbitri: Cojocaru, Purică |
| 1 noiembrie 1977 19:00 |            |         |          | Sala Sporturilor, Bacău Arbitri: Cojocaru, Purică |

| 2 noiembrie 1977 16:30 | România-tineret | 15 – 15 | Iugoslavia           | Sala Sporturilor, Bacău Arbitri: Kiss, Papp |
| 2 noiembrie 1977 16:30 | Răducu 6        | (5–8)   | Ognjenović, Sladić 3 | Sala Sporturilor, Bacău Arbitri: Kiss, Papp |
| 2 noiembrie 1977 16:30 | 1×              |         |                      | Sala Sporturilor, Bacău Arbitri: Kiss, Papp |

| 2 noiembrie 1977 17:45 | Uniunea Sovietică | 16 – 19 | Bulgaria     | Sala Sporturilor, Bacău Arbitri: Cojocaru, Lungu |
| 2 noiembrie 1977 17:45 | Česaitytė 8       | (9–10)  | Savatinova 7 | Sala Sporturilor, Bacău Arbitri: Cojocaru, Lungu |
| 2 noiembrie 1977 17:45 |                   |         |              | Sala Sporturilor, Bacău Arbitri: Cojocaru, Lungu |

| 2 noiembrie 1977 19:00 | România | 11 – 9 | Norvegia | Sala Sporturilor, Bacău Arbitri: Bansen, Hübner |
| 2 noiembrie 1977 19:00 | Bosi 4  | (5–6)  | Strøm 3  | Sala Sporturilor, Bacău Arbitri: Bansen, Hübner |
| 2 noiembrie 1977 19:00 |         |        |          | Sala Sporturilor, Bacău Arbitri: Bansen, Hübner |

| 3 noiembrie 1977 16:30 | România-tineret | 15 – 12 | Norvegia | Sala Sporturilor, Bacău Arbitri: Bansen, Hübner |
| 3 noiembrie 1977 16:30 | Török 8         | (5–7)   | Liberg 4 | Sala Sporturilor, Bacău Arbitri: Bansen, Hübner |
| 3 noiembrie 1977 16:30 |                 |         |          | Sala Sporturilor, Bacău Arbitri: Bansen, Hübner |

| 3 noiembrie 1977 17:45 | Uniunea Sovietică           | 13 – 18 | Iugoslavia | Sala Sporturilor, Bacău Arbitri: Erhan, Ene |
| 3 noiembrie 1977 17:45 | Avram, Česaitytė, Ișcenko 4 | (8–8)   | Sladić 11  | Sala Sporturilor, Bacău Arbitri: Erhan, Ene |
| 3 noiembrie 1977 17:45 |                             |         |            | Sala Sporturilor, Bacău Arbitri: Erhan, Ene |

| 3 noiembrie 1977 19:00 | România | 19 – 12 | Bulgaria     | Sala Sporturilor, Bacău Arbitri: Kiss, Papp |
| 3 noiembrie 1977 19:00 | Soós 10 | (7–4)   | Savatinova 3 | Sala Sporturilor, Bacău Arbitri: Kiss, Papp |
| 3 noiembrie 1977 19:00 |         |         |              | Sala Sporturilor, Bacău Arbitri: Kiss, Papp |

| 5 noiembrie 1977 16:30 | Uniunea Sovietică | 24 – 13 | România-tineret   | Sala Sporturilor, Bacău Arbitri: Bansen, Hubner |
| 5 noiembrie 1977 16:30 | Česaitytė 9       | (15–10) | Avădanei, Mălai 4 | Sala Sporturilor, Bacău Arbitri: Bansen, Hubner |
| 5 noiembrie 1977 16:30 |                   |         |                   | Sala Sporturilor, Bacău Arbitri: Bansen, Hubner |

| 5 noiembrie 1977 17:45 | Bulgaria     | 15 – 15 | Norvegia | Sala Sporturilor, Bacău Arbitri: Purică, Erhan, |
| 5 noiembrie 1977 17:45 | Savatinova 5 | (5–9)   | Liberg 4 | Sala Sporturilor, Bacău Arbitri: Purică, Erhan, |
| 5 noiembrie 1977 17:45 |              |         |          | Sala Sporturilor, Bacău Arbitri: Purică, Erhan, |

| 5 noiembrie 1977 19:00 | Iugoslavia | 19 – 13 | România        | Sala Sporturilor, Bacău Arbitri: Kiss, Papp |
| 5 noiembrie 1977 19:00 | Sladić 7   | (8–6)   | Miklós, Soós 4 | Sala Sporturilor, Bacău Arbitri: Kiss, Papp |
| 5 noiembrie 1977 19:00 |            |         |                | Sala Sporturilor, Bacău Arbitri: Kiss, Papp |

| 6 noiembrie 1977 16:00 | Bulgaria | 15 – 17 | România-tineret | Sala Sporturilor, Bacău Arbitri: Kiss, Papp |
| 6 noiembrie 1977 16:00 | Peșeva 6 | (10–9)  | Răducu 6        | Sala Sporturilor, Bacău Arbitri: Kiss, Papp |
| 6 noiembrie 1977 16:00 |          |         |                 | Sala Sporturilor, Bacău Arbitri: Kiss, Papp |

| 6 noiembrie 1977 17:15 | Iugoslavia | 14 – 12 | Norvegia | Sala Sporturilor, Bacău Arbitri: Cojocaru, Lungu |
| 6 noiembrie 1977 17:15 | Sladić 8   | (6–5)   | Liberg 4 | Sala Sporturilor, Bacău Arbitri: Cojocaru, Lungu |
| 6 noiembrie 1977 17:15 |            |         |          | Sala Sporturilor, Bacău Arbitri: Cojocaru, Lungu |

| 6 noiembrie 1977 18:30 | România | 14 – 11 | Uniunea Sovietică    | Sala Sporturilor, Bacău Arbitri: Bansen, Hübner |
| 6 noiembrie 1977 18:30 | Soós 5  | (5–7)   | Česaitytė, Savkina 3 | Sala Sporturilor, Bacău Arbitri: Bansen, Hübner |
| 6 noiembrie 1977 18:30 |         |         |                      | Sala Sporturilor, Bacău Arbitri: Bansen, Hübner |

## Clasament și statistici
Ediția a 17-a a Trofeului Carpați la handbal feminin a fost câștigată de selecționata Iugoslaviei.
| Poz. | Echipa            | J | V | E | Î | GM | GP | DG   | P |
| ---- | ----------------- | - | - | - | - | -- | -- | ---- | - |
| 1    | Iugoslavia        | 5 | 4 | 1 | 0 | 89 | 68 | + 21 | 9 |
| 2    | România           | 5 | 4 | 0 | 1 | 78 | 63 | + 15 | 8 |
| 3    | România-tineret   | 5 | 2 | 1 | 2 | 72 | 87 | – 15 | 5 |
| 4    | Uniunea Sovietică | 5 | 1 | 1 | 3 | 76 | 76 | 0 0  | 3 |
| 5    | Bulgaria          | 5 | 1 | 1 | 3 | 76 | 90 | – 14 | 3 |
| 6    | Norvegia          | 5 | 0 | 2 | 3 | 60 | 67 | – 7  | 2 |

| Poz. | Nume               | Echipă            | Goluri |
| ---- | ------------------ | ----------------- | ------ |
| 1    | Milenka Sladić     | Iugoslavia        | 32     |
| 2    | Aldona Česaitytė   | Uniunea Sovietică | 29     |
| 3    | Rozália Soós       | România           | 28     |
| 4    | Ek. Savatinova     | Bulgaria          | 20     |
| 5    | Tove Liberg Sannes | Norvegia          | 17     |
| 6    | Svetlana Kitić     | Iugoslavia        | 16     |
| 7    | Ana Maria Răducu   | România           | 15     |
| 7    | Maria Török        | România           | 15     |
| 9    | Angela Avădanei    | România           | 14     |
| 9    | Magdolna Miklós    | România           | 14     |
| 9    | Katica Ileš        | Iugoslavia        | 14     |